# Communauté de communes de Beauce et Forêt
La communauté de communes Beauce et Forêt est une ancienne communauté de communes française, située dans le département de Loir-et-Cher.

## Géographie

### Composition
Elle était composée des communes suivantes :
1. Autainville
2. Baigneaux
3. Beauvilliers
4. Boisseau
5. Briou
6. Conan
7. Concriers
8. Épiais
9. Josnes
10. Lorges
11. La Madeleine-Villefrouin
12. Marchenoir
13. Oucques
14. Le Plessis-l'Échelle
15. Rhodon
16. Roches
17. Sainte-Gemmes
18. Saint-Léonard-en-Beauce
19. Séris
20. Vievy-le-Rayé
21. Villeneuve-Frouville

## Historique
- 29 décembre 1999 : création de la communauté de communes de Beauce et Forêt (Arrêté Préfectoral, avec effet au 1er janvier 2000).
- 31 décembre 2015 : la communauté de communes est dissoute pour fusionner avec la communauté de communes de la Beauce ligérienne et former la communauté de communes Beauce Val de Loire au 1er janvier 2016.

## Démographie
La communauté de communes de Beauce et Forêt comptait 6 424 habitants (population légale INSEE) au 1er janvier 2007. La densité de population est de 20,7 hab./km².

### Évolution démographique
| 1968  | 1975  | 1982  | 1990  | 1999  | 2007  | - | - | - |
| ----- | ----- | ----- | ----- | ----- | ----- | - | - | - |
| 7 107 | 6 331 | 5 779 | 5 800 | 5 814 | 6 424 | - | - | - |

## Politique communautaire

### Représentation

#### Présidents de la communauté de communes
| Période | Période | Identité     | Étiquette | Qualité |
| ------- | ------- | ------------ | --------- | ------- |
|         | 2015    | Marc Fesneau |           |         |

### Identité visuelle
|  | Logo de la Communauté de Communes |

## Pour approfondir

## Sources
- le splaf
- la base aspic